# Laub (Botanik)

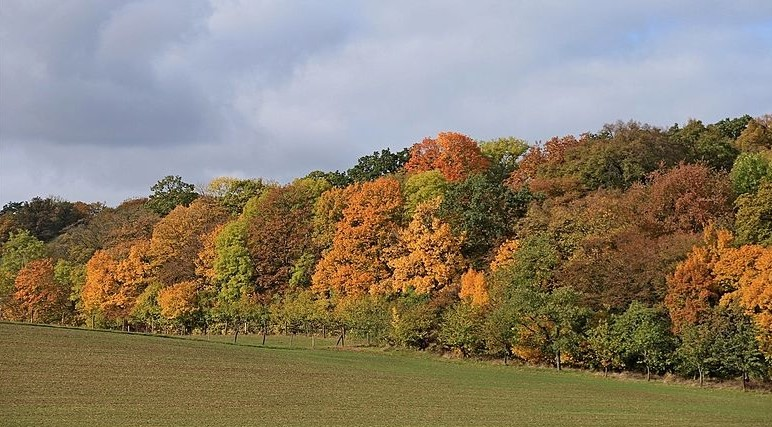
Herbstlicher Waldrand in Mecklenburg

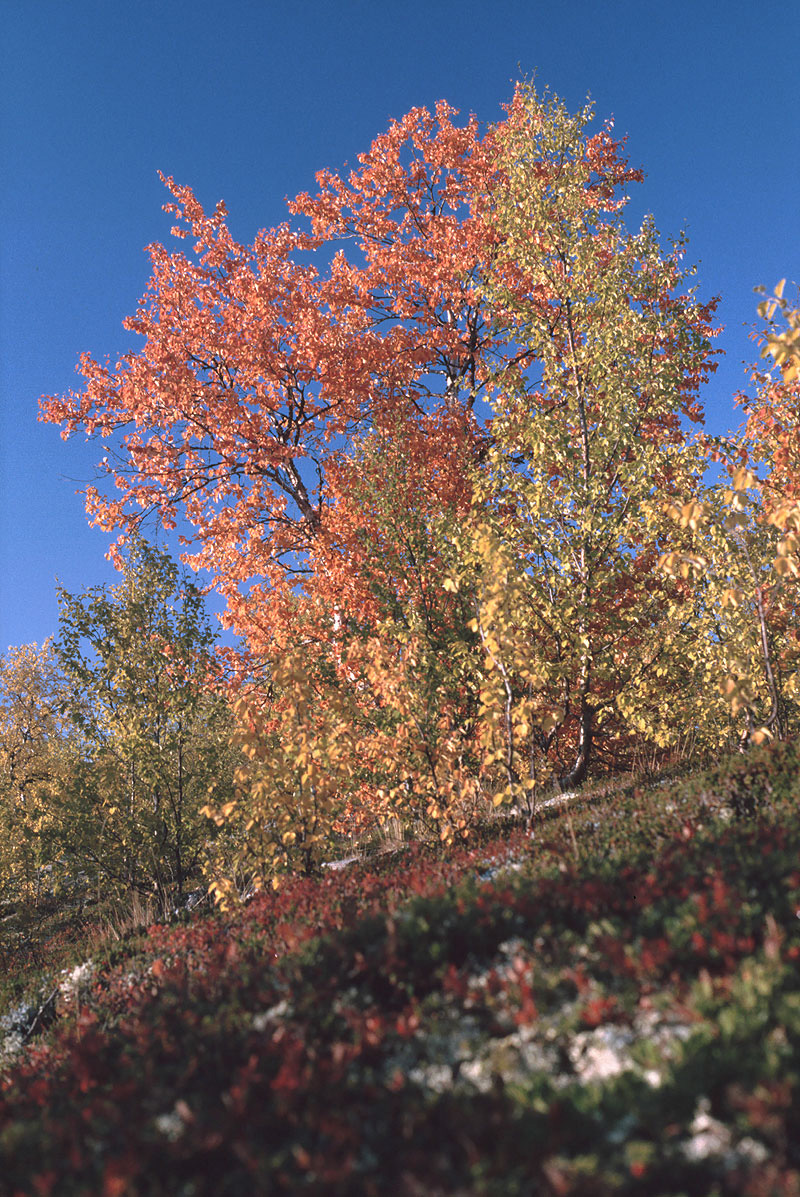
Fjällbirken in Lappland – kein Laubbaum wächst weiter nördlich

Laub ist ein Begriff der Botanik und bezeichnet die Gesamtheit der Blattorgane von Laubbäumen und Sträuchern.

## Laubblatt
Laubblätter zeichnen sich durch eine im Verhältnis zur Blattdicke großen Blattfläche (Blattspreite) und durch eine Netzaderung aus. Im Gegensatz dazu sind die Nadeln der Nadelbäume Blätter mit Paralleladerung und einer kleinen Blattfläche. Siehe dazu auch Blatt (Pflanze).

## Laub als Tierfutter
Laub kann sowohl frisch (Grünfutter) als auch getrocknet (Raufutter) an Schafe und Ziegen verfüttert werden. Laub ist reich an Mineralstoffen. Wenn beim Trocknen darauf geachtet wird, dass das Laub grün bleibt, dann ist es für Schafe ein ebenso gutes Futter wie Heu.
Das Laub wurde entweder mit den Zweigen abgeschnitten (schneiteln) und beides verfüttert, oder die Zweige blieben am Baum und die Blätter wurden abgestreift und nur diese verfüttert. Die Schneitelwirtschaft diente dem Anbau, der Hege und der Nutzung von Futterbäumen. Häufige Futterbäume waren Esche und Ulme. Im ausgehenden 19. Jahrhundert gab es in Estland noch 850.000 ha Laubwiesen mit Schneitelwirtschaft.
In der Aquaristik wird Laub als Futter für Garnelen (Caridea) verwendet.

## Laubfall, Zersetzung und Entsorgung

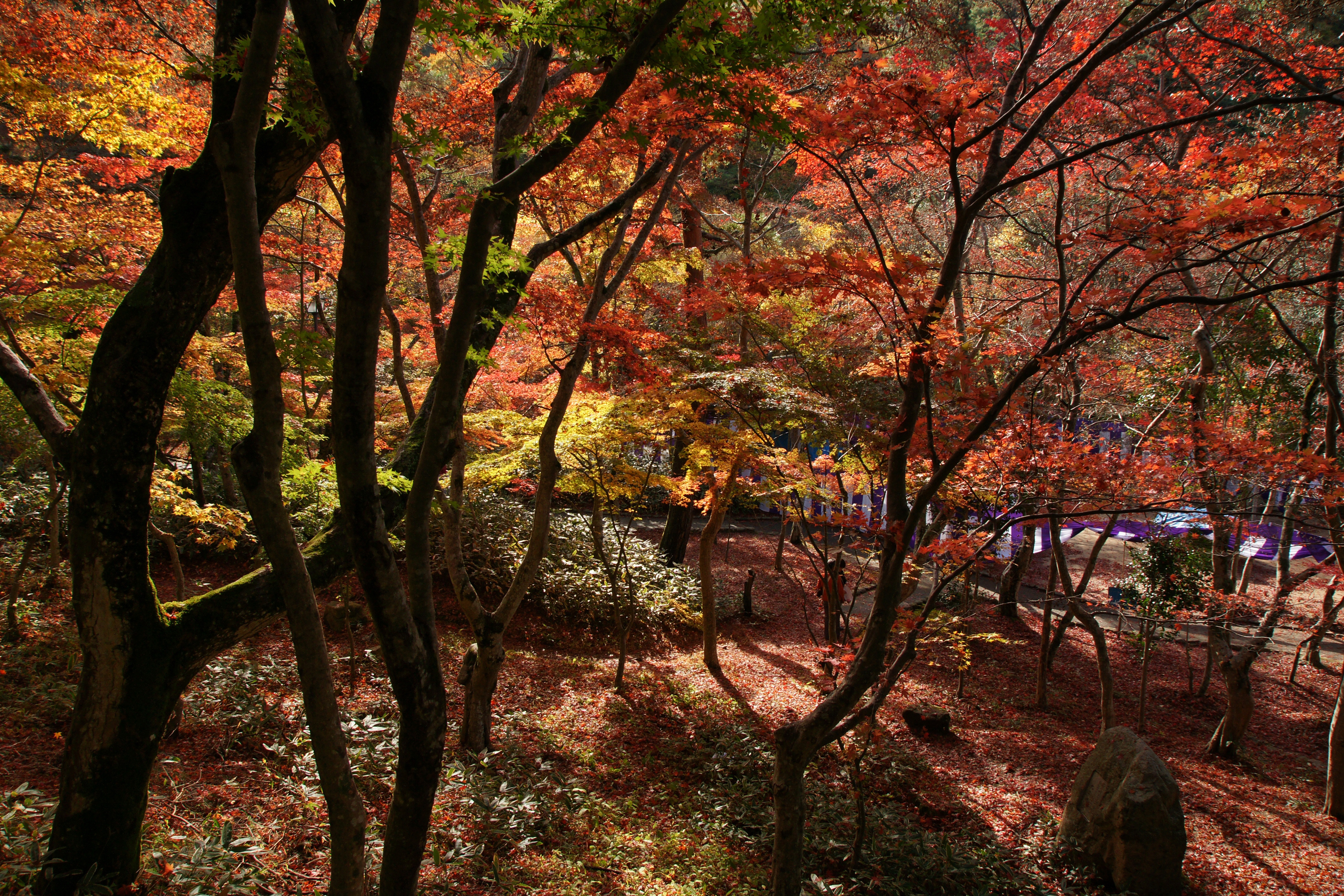
Herbstlaub im Zuihoji-Park, Kōbe

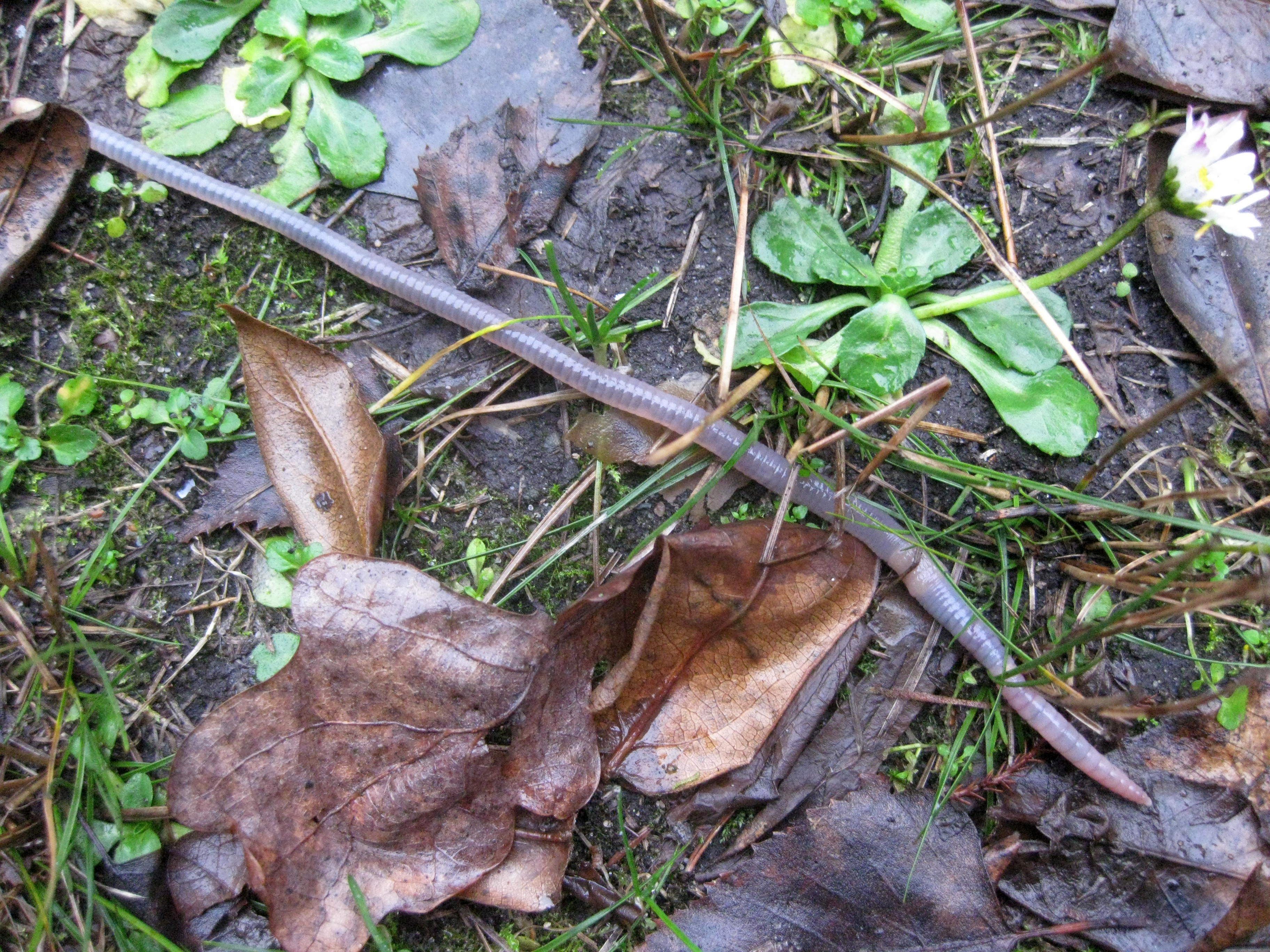
Als Saprobiont ist der Regenwurm u. a. für die Zersetzung von Laub zuständig

In Jahreszeiten mit geringer Wasserversorgung und weniger Tageslicht, werfen viele Laubbäume ihre Blätter ab, um den Wasserverlust durch Verdunstung über die Blattoberfläche zu verringern. Dies ist in den gemäßigten Klimazonen im Winter der Fall, in der Mediterranen Klimazone im Sommer. Wenn sich in den Herbstnächten der Boden zunehmend abkühlt, nehmen die Wurzeln immer weniger Wasser auf. Nahe dem Gefrierpunkt wird schließlich die Wasseraufnahme ganz eingestellt. Da die Blätter aber weiter Wasser verdunsten, würde der Baum schließlich austrocknen. Durch das Abwerfen der Blätter wird die Verdunstung stark eingeschränkt. Laubblätter, die durch ihren Bau eine geringe Verdunstung aufweisen, werden auch in der Trockenzeit nicht abgeworfen (Beispiel: Lorbeerbaum).
Die chemischen Vorgänge beim Abwerfen von Pflanzenteilen behandelt der Artikel Abszission, siehe auch Seneszenz bei Pflanzen. Zwischen Blatt und Baum verkorkt sich eine Schicht, die sogenannte Korkschicht. Dadurch kann das Blatt nicht mehr versorgt werden und fällt ab.

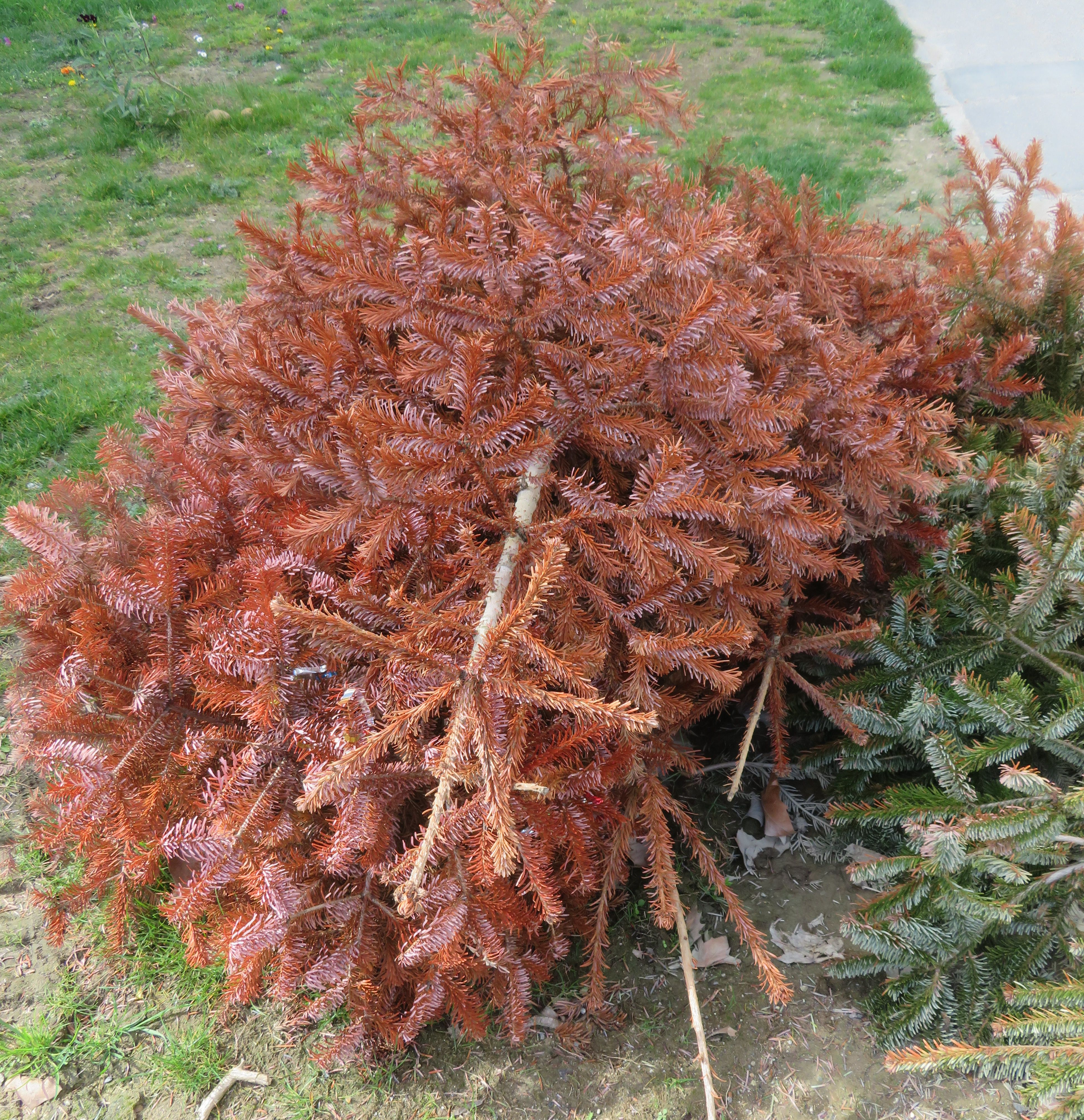
Als Weihnachtsbaum abgesägte, nicht entsorgte Nordmanntanne im Frühling. Die Nadeln weisen eine ähnliche Verfärbung auf wie das Herbstlaub mancher Laubbäume.

Da die Nadelblätter bereits eine Anpassung an trockene Standorte sind, werden sie in der Trockenzeit in der Regel nicht abgeworfen. Die Lärche dagegen verliert im Herbst ihre Nadeln, da deren Verdunstungsschutz nicht ausreichend ist.
In der Natur wird die Zersetzung des gefallenen Laubes von Saprobionten und Saprophyten übernommen, die sich als Tiere, Pflanzen, Pilze oder Mikroorganismen auf die Zersetzung toter, organischer Materie spezialisiert haben. Neben Laub, ist diese Art von Lebewesen auch für die Zersetzung von Totholz, Kadavern, Exkrementen und sonstigen organischen Stoffen zuständig. Zu den wohl bekanntesten bodenbewohnenden Tieren, die sich an der Beseitigung des Laubes beteiligen, zählt der Regenwurm.
In stark besiedelten Gebieten sind diese Destruenten weniger stark vertreten, daher übernimmt insbesondere in Städten die Straßenreinigung die Aufgabe der Laubentsorgung. Kleinere Mengen Laub können über die Biotonne entsorgt oder in größeren Mengen beim Wertstoffhof angegeben werden. Gartenbesitzer haben jedoch auch die Möglichkeit ihr Laub zu kompostieren und durch den reifen Kompost die Bodeneigenschaften zu verbessern.
Zu nachbarschaftlichen Konflikten durch Laubfall siehe „Laubrente“.

## Chemisch-biologische Ursachen für die Umfärbung der Blätter

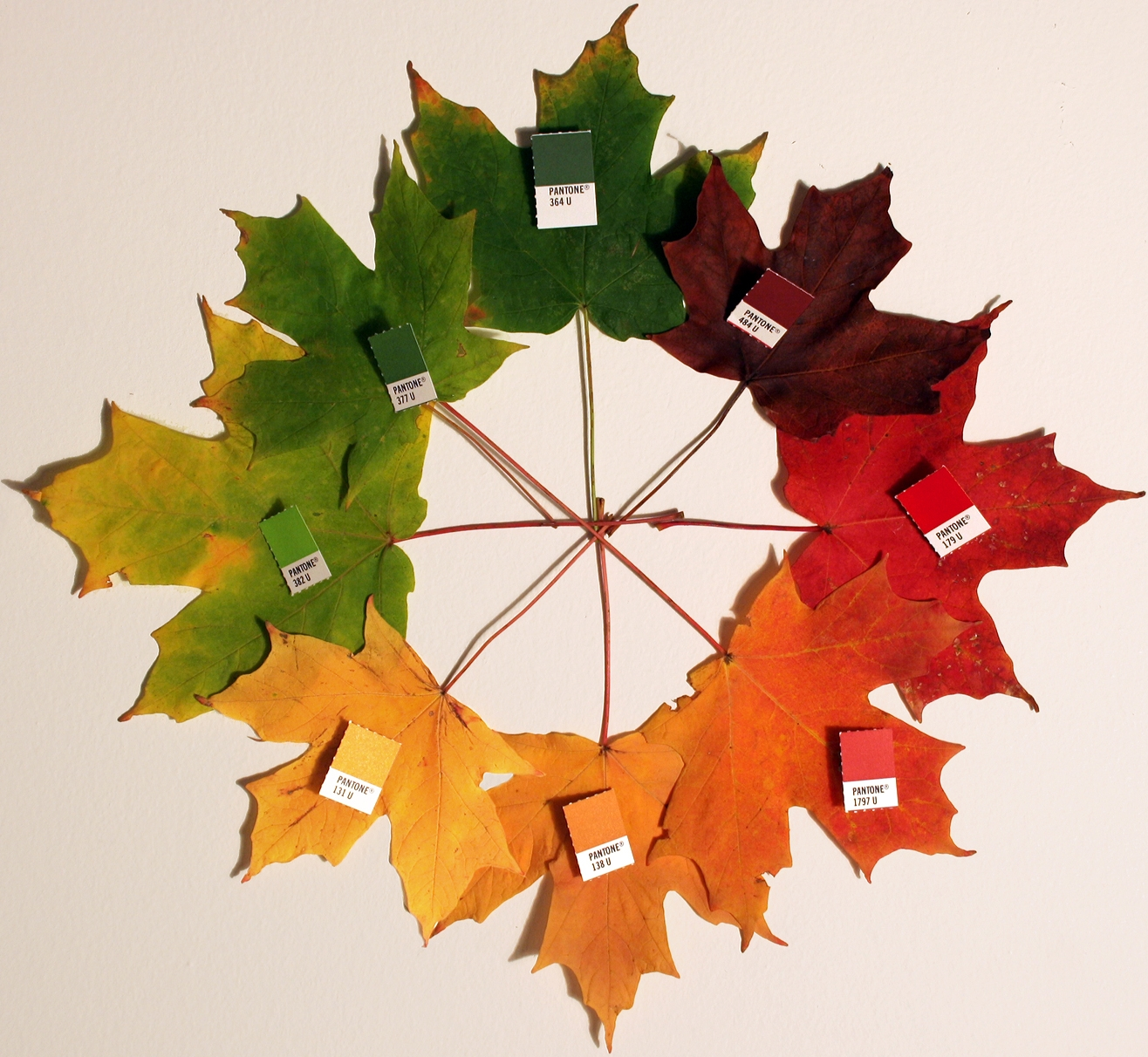
Farbspektrum des kanadischen Zuckerahorns

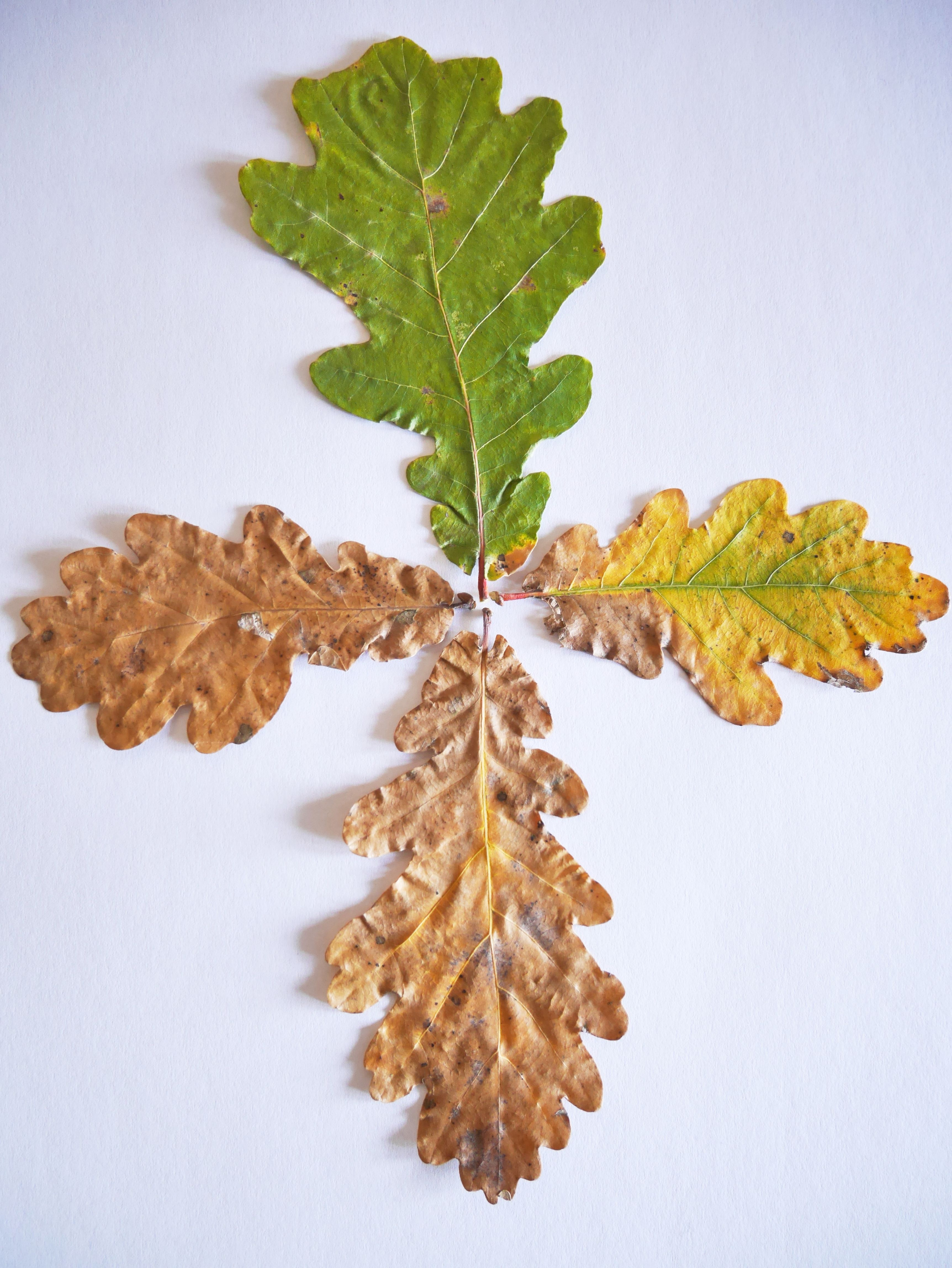
Farbveränderungen von Eichenblättern. Oben: Grünes, chlorophyllreiches Blatt, rechts: Chlorophyll nur noch in der Nähe der Blattadern vorhanden, wodurch die gelblichen Carotinoide zum Vorschein kommen, unten: Carotinoide nur noch in der Nähe der Blattadern, links: Beginnende Zersetzung des Blattes

Im Herbst leiten die Laubgehölze mit abnehmender Tageslänge vor dem Laubfall die aktive Umfärbung der Blätter ein, indem sie deren Proteine abbauen und wertvolle Nährstoffe wie Stickstoff und Phosphat in Speichergeweben bis zur nächsten Wachstumsperiode zwischenlagern. Ein Recycling der Blattfarbstoffe findet allerdings nicht statt. Das grüne Chlorophyll wird zu farblosen Formen umgebaut und in den Vakuolen der Zellen angereichert, sodass auch die Chlorophyll-haltigen Proteine der Photosynthese abgebaut werden können. Es gibt so den Blick auf die verbleibenden gelblich-roten Carotinoide frei. Die Logistik der Stoffverlagerung ist im Blatt oft gut erkennbar: Periphere Bereiche verlieren ihr Grün zuerst, entlang der Blattadern bleibt es länger erhalten.
Bei vielen Arten tritt außerdem eine kräftige Rotfärbung auf. Dafür ist in erster Linie der Farbstoff Anthocyan verantwortlich, der unter Energieaufwand neu synthetisiert wird. Es werden auch zusätzlich Carotinoide hergestellt. Der Zweck dafür ist unklar, möglicherweise dient die kräftige Färbung zur Abschreckung von Insekten, die ihre Eier auf diesen Pflanzen ablegen wollen, oder auch als Schutzreaktion der noch aktiven Chloroplasten vor zu viel Strahlung. Ungeklärt ist, weshalb nordamerikanische Laubbaumarten häufig eine stärkere Rotfärbung hervorbringen als ihre europäischen Verwandten.

## Natürlicher Nutzen von Laub
Herbstlaub schützt Pflanzen vor Kälte, Nässe und Wind. Laub verwest im Laufe von Monaten und wird letztendlich zu nährstoffreicher Erde, deren Inhaltsstoffe von Pflanzen aufgenommen und zum Wachstum genutzt werden kann. Außerdem bietet eine Laubschicht Schutz und Unterschlupf für Tiere und Insekten.

## Laubschicht
In der Laubschicht leben viele Bodenlebewesen wie Regenwürmer, Asseln, Milben, Springschwänze und Mikroorganismen. Sie zersetzen die Laubstreu zu Humus.

## Beispiele

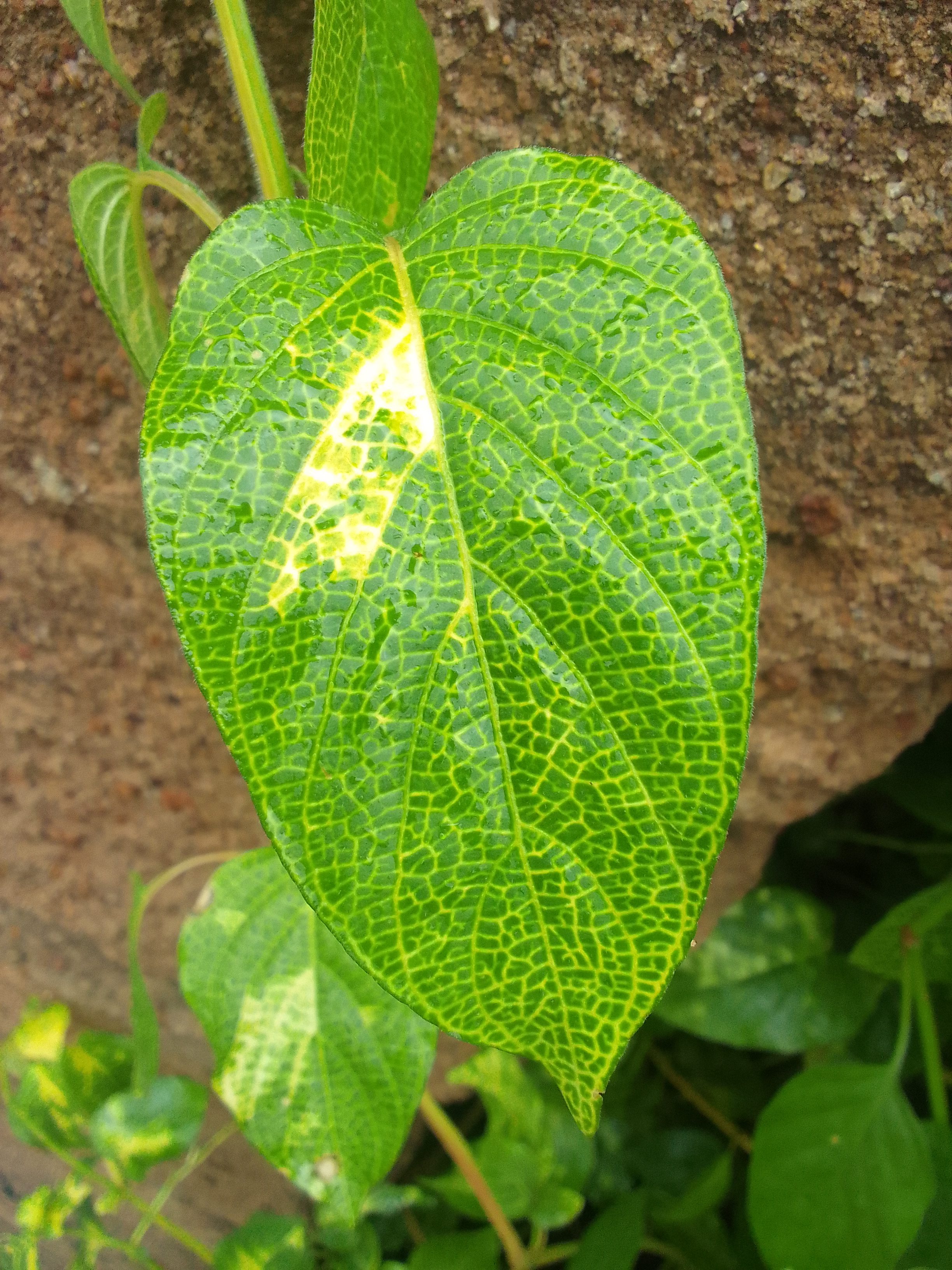
Grünes Blatt mit gelblichen Blattadern
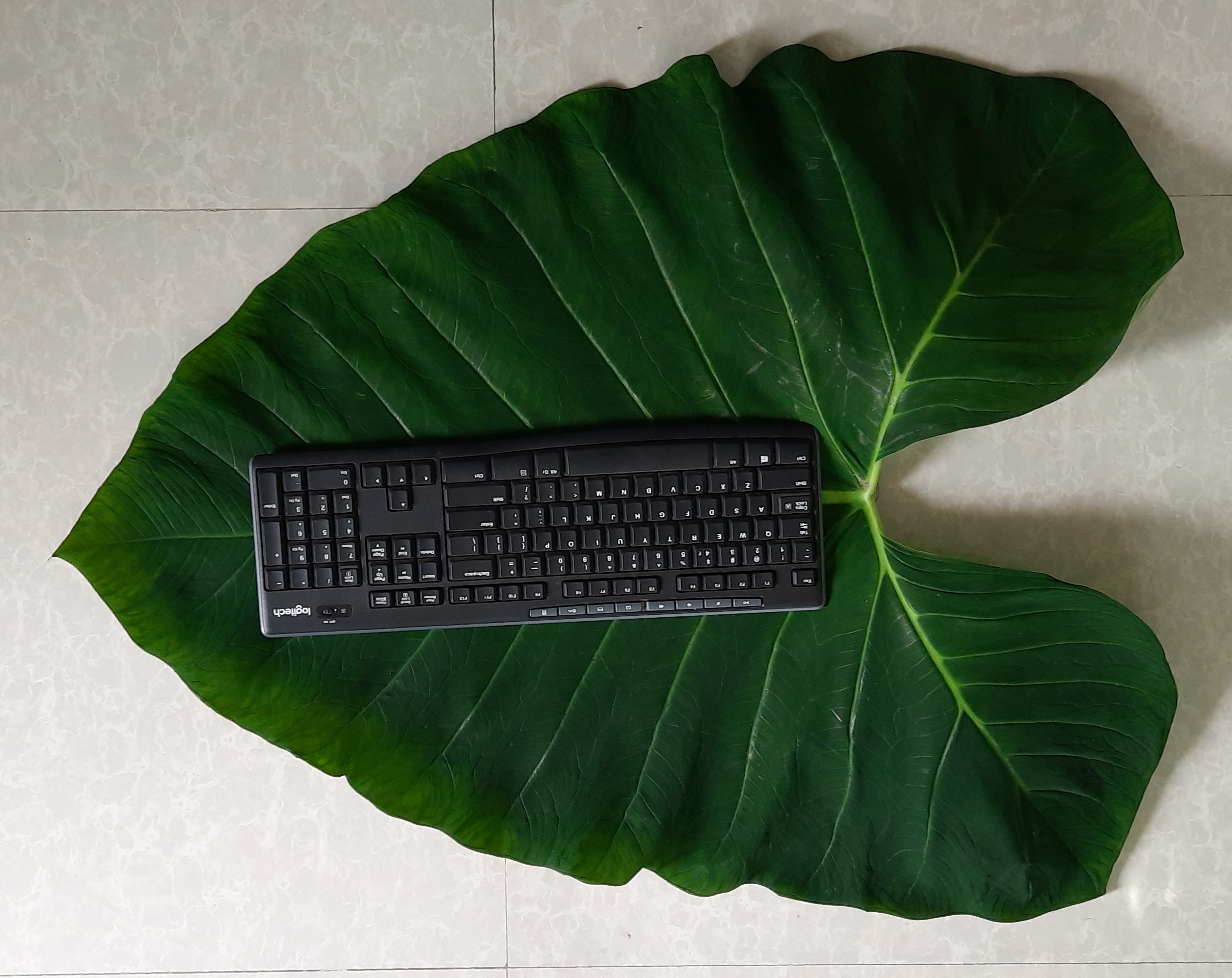
Colocasia-Blatt, mit PC-Tastatur zum Größenvergleich
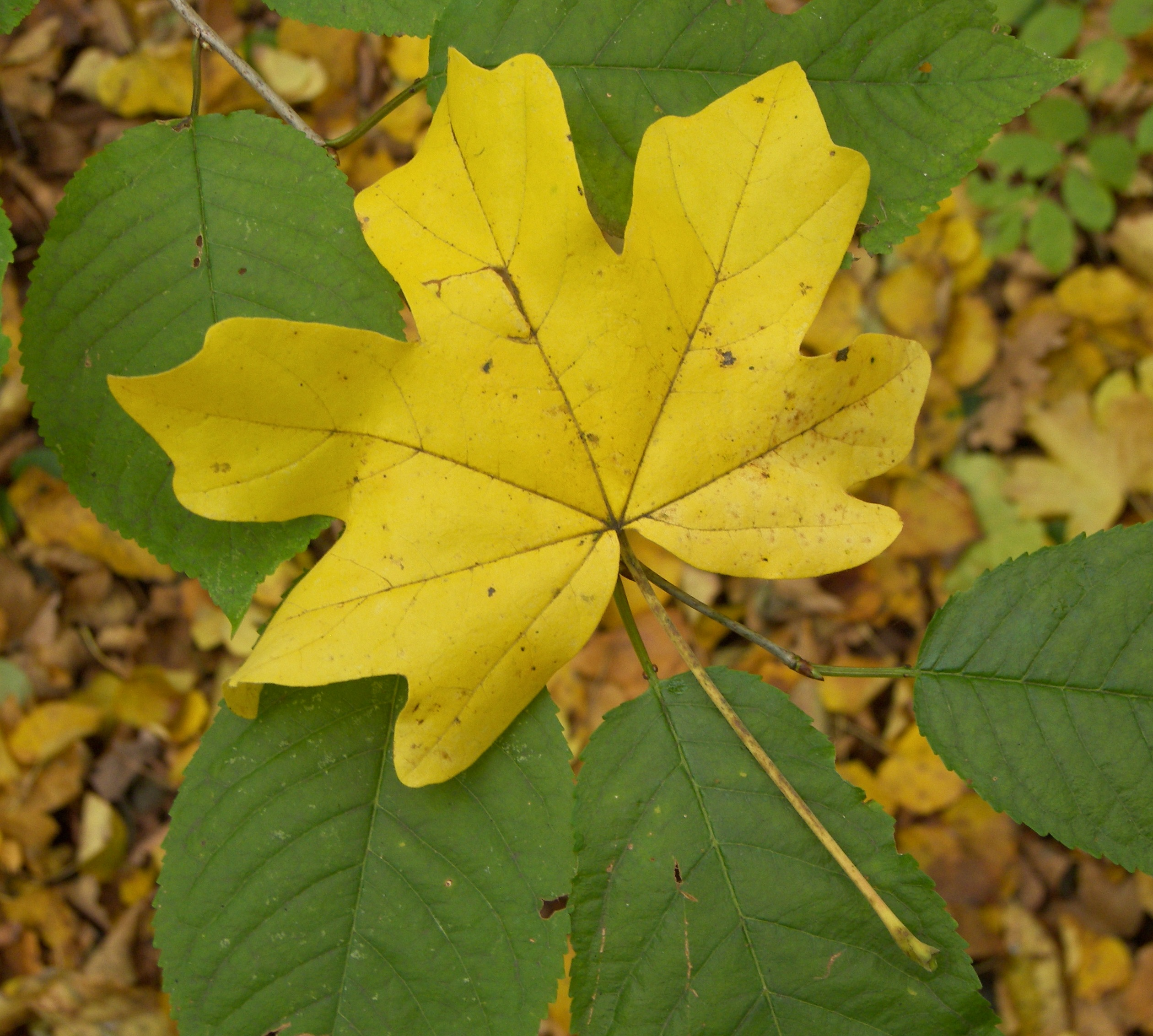
Ahornblatt in gelber Herbstfarbe
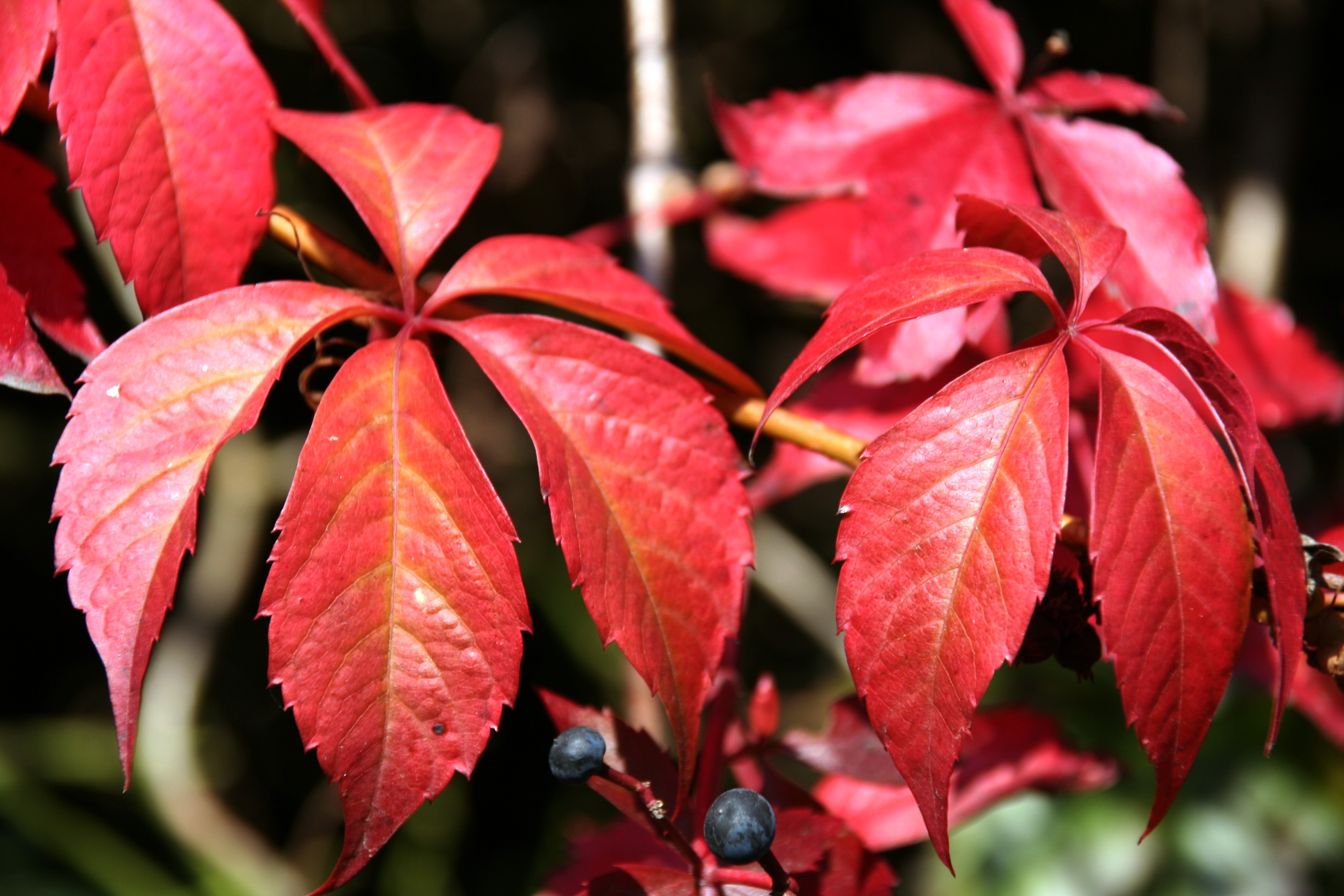
Herbstfärbung Selbstkletternde Jungfernrebe